# Suuri Susijärvi
Suuri Susijärvi är en sjö i kommunen Tuusniemi i landskapet Norra Savolax i Finland. Den är 23,2 meter djup. Arean är 42 hektar och strandlinjen är 4,26 kilometer lång. Sjön  ingår i Vuoksens huvudavrinningsområde.   Den ligger omkring 49 kilometer öster om Kuopio och omkring 350 kilometer nordöst om Helsingfors. 